# 湯の山温泉 (広島県)
湯の山温泉（ゆのやまおんせん）は、広島県広島市佐伯区湯来町（旧国安芸国）にある温泉。同じ佐伯区湯来町にある湯来温泉とともに一体的に国民保養温泉地となっている。

## 泉質
国民保養温泉地計画書によると湯の山温泉には旧泉源（自然湧水、民間所有、75L/分）と新泉源（動力揚水、広島市所有、300L/分）があり、いずれもアルカリ性単純弱放射能冷鉱泉としている。
- 旧泉源
  - 泉質 - アルカリ性単純弱放射能温泉[1]
  - 温度 - 23.5℃[1]
  - 民間所有で一部は個人住居で利用されている[1]。
- 新泉源
  - 泉質 - アルカリ性単純弱放射能温泉[1]
  - 温度 - 23.2℃[1]

広島県の資料では源泉をそれぞれ「湯の山温泉」（湧出量は自噴で75L/分）と「湯の山温泉（湯の山温田）」（湧出量は動力で300L/分）としている。

## 温泉街
湯の山温泉と湯の山温泉（湯の山温田）の2つの源泉のうち、前者は旅館のほか広島市湯ノ山温泉館や湯の山明神社、後者は広島市クアハウス湯の山と広島市湯来福祉会館が利用している。打たせ湯が有名である。
温泉のある湯の山渓谷は広島県の自然環境保全地域に指定されており、その鉱泉も1958年（昭和33年）に「湯の山旧湯治場」として県史跡に指定されている。

## 歴史
湯の山地区は鉱泉の湧出する地として知られ、岸崖を掘った湯坪などや湯屋、湯の山明神社などは、湯の山明神旧湯治場として国指定重要有形民俗文化財になっている。
温泉は1200年前に山肌の岩の間から湧出したと伝わるが、一時は止まり、その後、再噴出したことで江戸時代には広島藩主の湯治場として栄えた。
1955年（昭和30年）に湯来温泉がまず国民保養温泉地となった後、1972年（昭和47年）に湯の山温泉が国民保養温泉地となり、1991年（平成3年）に湯の山温泉とともに国民保健温泉地となった。

### 年表
- 開湯は大同年間と伝える。
- 1707年、湯が湧出する。
- 1748年、再度湯が湧出する。
- 1749年、広島藩主浅野吉長の命で、藩儒堀正脩が「霊泉記」を作る。
- 1750年、広島藩が湯の山明神社と湯治場を建造し、藩主浅野吉長が入湯。以後、藩主藩が湯所役人を置いて庶民に開放する。
- 1797年、藩絵師岡岷山が入湯し、「都志見往来日記」に当時の繁栄ぶりを記録する。
- 1958年8月1日、「湯之山旧湯治場」が県の史跡に指定。
- 1972年7月29日、国民保養温泉地に指定。
- 1974年2月18日、「湯ノ山明神旧湯治場」が国の重要有形民俗文化財に指定。
- 1974年5月、湯来町営の「湯の山温泉館」がオープン。
- 1991年7月18日、国民保健温泉地に指定。
- 1994年7月、湯来町営の「クアハウス湯の山」がオープン。

## アクセス
- 車：中国自動車道 戸河内インターチェンジより約40分。
- 車：山陽自動車道 五日市インターチェンジより約40分。
- バス：大橋バス停下車 徒歩20分[4]、もしくは湯の山温泉バス停下車
  - 4 湯来線（広電バス[5]）：五日市駅南口（JR山陽本線・広島電鉄宮島線） - 佐伯区役所前 - 楽々園 - 広島工大入口 - 湯来川角 - （杉並台） - 大橋 - 湯来ロッジ前
  - 宇佐線（ささき観光[6]）：湯来ロッジ前 - 大橋 - 湯の山温泉 - 宇佐